# Parydra paullula
Parydra paullula är en tvåvingeart som beskrevs av Friedrich Hermann Loew 1862. Parydra paullula ingår i släktet Parydra och familjen vattenflugor. Inga underarter finns listade i Catalogue of Life.